# Weiße Maulbeere Georgplatz

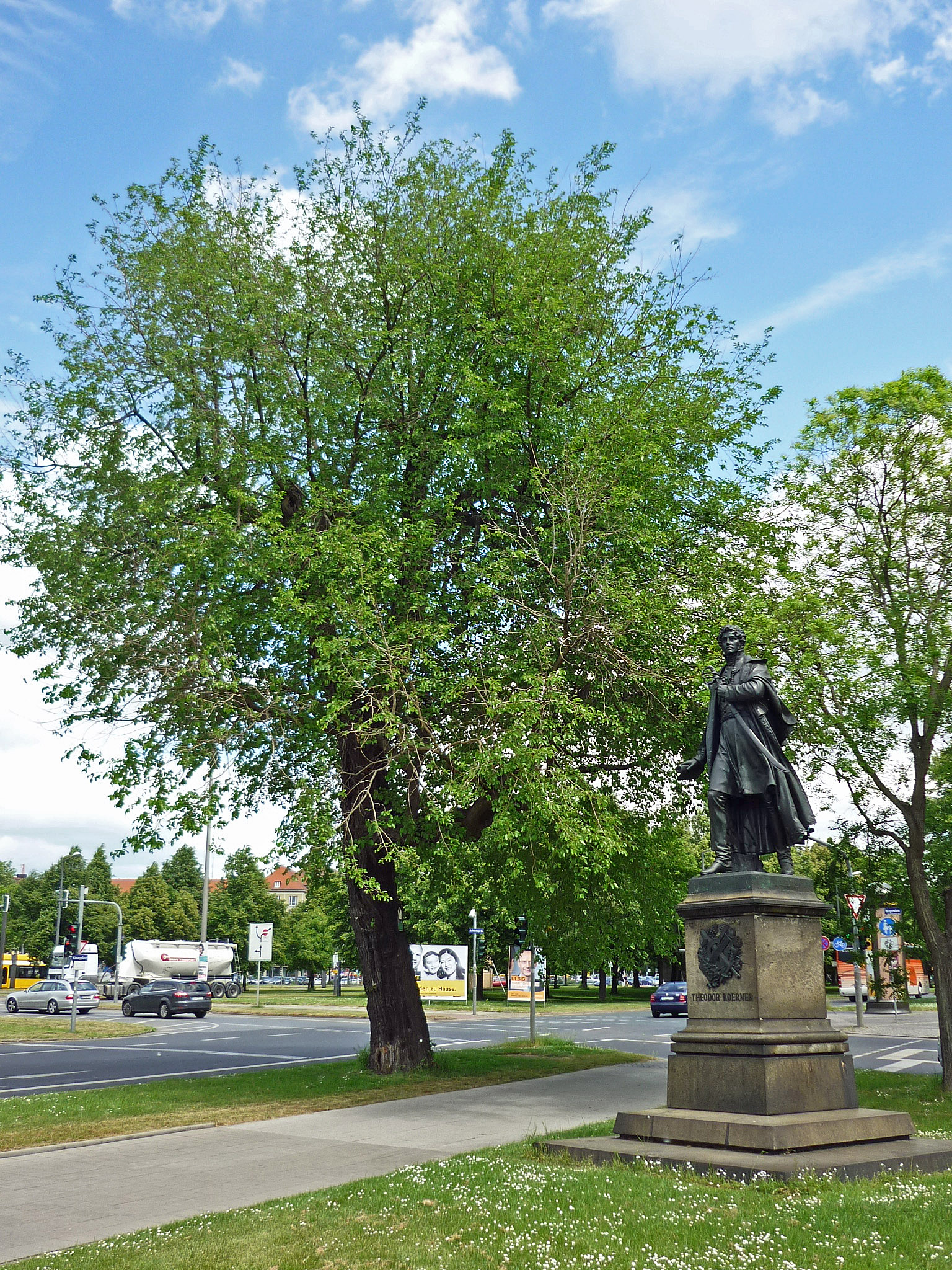
Weiße Maulbeere und Körner-Denkmal, 2015

Die Weiße Maulbeere Georgplatz war ein als Naturdenkmal (ND 82) ausgewiesener Einzelbaum in der Dresdner Seevorstadt in Sichtweite des Neuen Rathauses. Die Weiße Maulbeere (Morus alba) neben dem Körner-Denkmal auf dem Georgplatz hatte mit einer Höhe von etwa 18 Metern und einem Kronendurchmesser von etwa 14 Metern bei einem Stammumfang von 2,90 Metern eine für diese Art seltene Größe erreicht. Der 1999 unter Schutz gestellte Baum ist um 2020 abgetragen worden. Wenige Meter entfernt steht eine Nachpflanzung.

## Geschichte
Noch bis 1849 befand sich an der Stelle des heutigen Georgplatzes der Jüdenteich, der dann wie schon andere Teiche zuvor trockengelegt wurde. Am Georgplatz, damals Dohnaischer Platz, ist ab 1864 das neue Gebäude der Kreuzschule errichtet und am 1. Mai 1866 eingeweiht worden. Im Jahr 1871 ist vor der Schule das Körner-Denkmal aufgestellt worden. Der als Freiheitskämpfer 1813 gefallene Theodor Körner war selbst einst Schüler der Kreuzschule. Da die aus Mittelasien eingeführten Maulbeerbäume zur Seidenraupenzucht im 19. Jahrhundert häufig an Schulen gepflanzt und auch Bücher dazu publiziert wurden, liegt die Vermutung nahe, dass dieses Exemplar ebenfalls aus diesem Grund in den 1860er/1870er Jahren gepflanzt wurde.

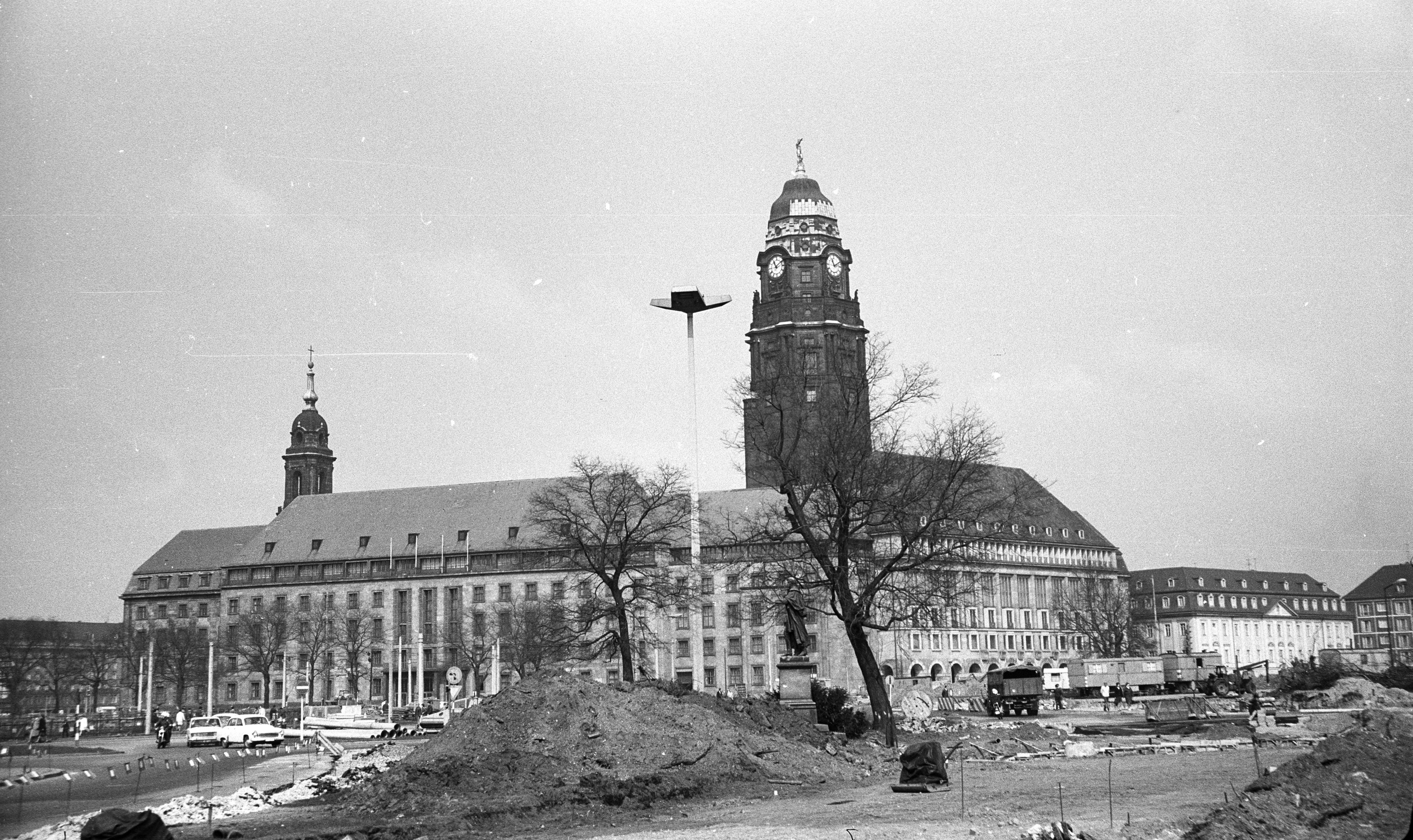
Georgplatz mit Japanischem Pagodenbaum (Bildmitte) und Weißer Maulbeere (rechts) vor dem Neuen Rathaus, 1971

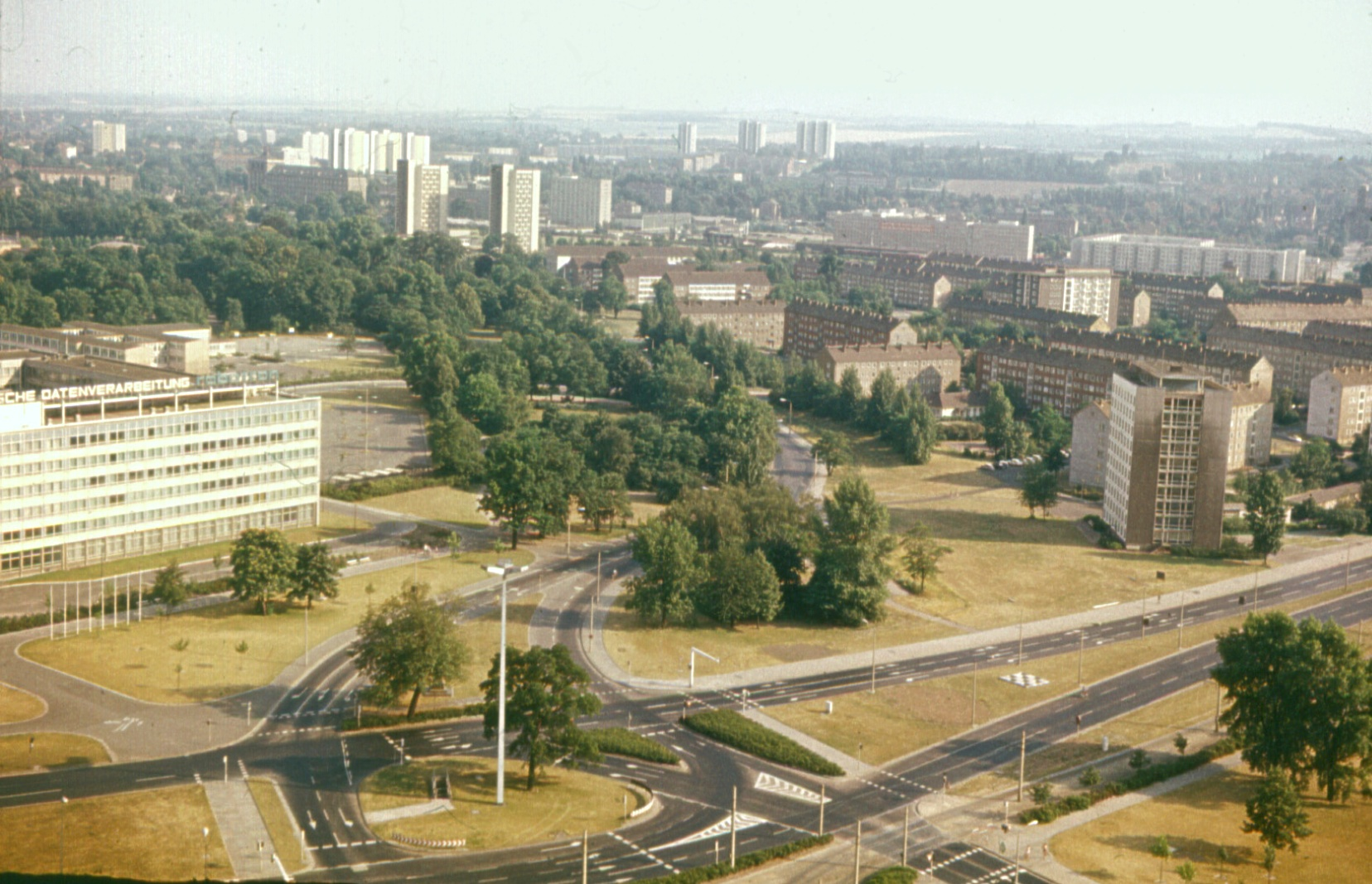
Blick vom Rathausturm in Richtung Bürgerwiese, die Weiße Maulbeere steht hinter der ovalen Verkehrsinsel, 1974

Anders als die Kreuzschule, die bei den Luftangriffen ausbrannte und 1950 abgetragen wurde, überstand die Weiße Maulbeere den Zweiten Weltkrieg. Nach der Enttrümmerung blieb die Umgebung zunächst unbebaut, bis Anfang der 1960er Jahre mit dem Bau dreier Studentenwohnheime die Umgestaltung des Areals zwischen Hauptbahnhof und Georgplatz begann und die Neutrassierung der Christianstraße (inzwischen St. Petersburger Straße) eine wichtige Nord-Süd-Verkehrsachse am Baum vorbeiführte. Dadurch war der Baum mehrfach von Anfahrschäden betroffen.
Zur Sicherung und Erhaltung des Baums hat der Dresdner Stadtrat am 10. Juni 1999 die Weiße Maulbeere mittels einer Verordnung als Naturdenkmal festgesetzt. Der Schutzbereich erstreckte sich unter der gesamten Krone zuzüglich 3 Metern im Umkreis, mindestens jedoch 13 Metern von der Stammmitte. Messungen des Instituts für Forstbotanik Tharandt im April 2002 ergaben, dass der Stamm eine Höhlung aufweist. Im August des Jahres wurde daraufhin die Krone deutlich zurückgeschnitten, um Gewicht und Windlast von ihm zu nehmen und so die längerfristige Standsicherheit zu verbessern. Im Rahmen der Umgestaltung der Radwege am Georgplatz erfolgte 2011 auch durch Rücknahme einiger Gehwegplatten eine Flächenentsiegelung. Neu verlegte Luftkammerplatten sorgen für eine bessere Bewässerung des Bodens.
Im Jahr 2020 ist der Baum durch einen Sturmschaden verloren gegangen, der verbliebene Stumpf wies eine große Höhlung auf. Es handelte sich um die einzige als Naturdenkmal ausgewiesene Weiße Maulbeere Dresdens. Auf Höhe des Körner-Denkmals ist ein junger Maulbeerbaum nachgepflanzt worden. Im Mai 2020 ist im Kölner Stadtteil Volkhofen die einzige als Naturdenkmal ausgewiesene Weiße Maulbeere Kölns gefällt worden. Sie stand ebenfalls wie ihr Dresdner Pendant an einer früheren Schule.